# Леон Фуко
Вижте пояснителната страница за други личности с името Фуко.
Леон Фуко (на френски: Jean Bernard Léon Foucault) е френски физик, член на Парижката академия на науките (1865). Освен махалото, наречено на негово име, ученият проектира жироскопа, разработва метод за измерване на скоростта на светлината във въздуха и водата, а освен това разработва и един от методите за посребряване на огледалата.

## Биография
Роден е на 18 септември 1819 г. в Париж, Франция, в семейството на издател. Записва се да следва медицина, но много скоро открива, че влечението му е към физичните науки (отказва се от медицината заради хемофобия).
Член е на Парижката академия на науките (1865) и на Берлинската академия на науките, а също член-кореспондент на Санкт Петербургската академия на науките (1860) и чуждестранен член на Британското кралско научно дружество в Лондон (1864).
От 1845 г. той редактира научната част на Journal des Debats. През 1855 г. той е назначен за физик в Парижката обсерватория и скоро е избран за член на Бюрото за географски дължини.
Умира на 11 февруари 1868 година в Париж на 48-годишна възраст вероятно от множествена склероза. Погребан е в гробището Монмартр.

## Научна дейност
През 1850 г. Фуко измерва скоростта на светлината във въздух и вода, използвайки система от въртящи се огледала. Той е първият учен, който заснема повърхността на Слънцето.
Открива вихровите токове, a с махалото на Фуко доказва през 1851 г. въртенето на Земята около нейната ос.
Пръв изработва главно огледало (рефлектор) от стъкло.
През 1852 г. той изобретява жироскопа, предлага използването му за проследяване на промените в посоката и измисля самото име „жироскоп“.

## Памет
Неговото име носи кратер на Луната (1935).
Астероидът 5668 Фуко е кръстен на него. Неговото име сред 72-те имена, изписани на Айфеловата кула.